# Delavska kasarna
Delavska kasarna je del Gornjesavskega muzeja, Jesenice. Stoji v severozahodnem delu Jesenic, na Stari Savi. 
Kasarna je poznobaročna stavba s konca 18. stoletja. Po ustnem izročilu je bila v času Napoleonovih vojn to francoska vojašnica, kasneje pa so v njej dobile prostor delavske družine. Leta 2005 je bila stavba temeljito obnovljena.
V muzeju se nahaja rekonstruirano delavsko stanovanje iz tridesetih in štiridesetih let 20. stoletja. Stanovanje prikazuje način življenja železarskih družin.